# 楠塔基特灣
楠塔基特灣是南極洲的海灣，位於帕爾默地東岸，處於史密斯半島和鮑曼半島之間，長24公里、寬11公里，在1940年由美國研究隊發現，現時由南極條約體系管理。